# بعثة الأمم المتحدة في إثيوبيا وإريتريا
تم إنشاء بعثة الأمم المتحدة في إثيوبيا وإريتريا ( UNMEE ) من قبل مجلس الأمن التابع للأمم المتحدة في يوليو 2000  لمراقبة وقف إطلاق النار في الحرب الحدودية التي بدأت في عام 1998 بين إثيوبيا وإريتريا.
تم التخلي عن البعثة رسميًا في يوليو 2008  بعد مواجهة صعوبات خطيرة في الحفاظ على قواتها  وبعد دراسة الخيارات المتبقية على النحو الواجب. 

## التاريخ
في 31 يوليو 2000، تبنى مجلس الأمن القرار 1312 وأنشأ بعثة الأمم المتحدة في إثيوبيا وإريتريا. وتم وضع المهمة من أجل ترسيم الحدود رسميًا بين البلدين. اتبعت الحدود المسار كما أعلنته لجنة دولية في لاهاي لكن إثيوبيا رفضت قبول الحكم، على الرغم من موافقتها في الأصل على التحكيم الملزم. 
احتفظت البعثة بمقرها الرئيسي في أسمرة (إريتريا)، وأديس أبابا (إثيوبيا)، وتألفت من 1676 فردًا عسكريًا ، وسط توترات عالية بين البلدين. حوالي 1500 من جنود حفظ السلام هؤلاء كانوا من الجيش الهندي . بالإضافة إلى ذلك، كان هناك حوالي 147 مدنيًا دوليًا و 202 من المدنيين المحليين و 67 من متطوعي الأمم المتحدة . كانت منطقة مسؤوليتهم منطقة عازلة بعرض 25 كيلومترا (15 ميلا) على الجانب الإريتري من الحدود الإثيوبية الإريترية. تم تسجيل 20 حالة وفاة: 13 عسكريًا و 3 موظفين مدنيين دوليين و 4 موظفين مدنيين محليين. وبلغت الميزانية المعتمدة للبعثة بين 1 تموز / يوليه 2007 و 30 حزيران / يونيه 2008 ما مقداره 118.99 مليون دولار.[بحاجة لمصدر]
ظلت الحدود بين إثيوبيا وإريتريا مغلقة ويعيش آلاف الأشخاص في مخيمات للاجئين بينما ربما لا يزال مليون شخص نازحين. في أكتوبر 2005، فرضت الحكومة الإريترية قيودًا على رحلات طائرات الهليكوبتر التابعة للبعثة على طول الحدود وطالبت بخفض قوة البعثة بمقدار 300 فرد. كما قيّدت إريتريا حركة الدوريات البرية داخل المنطقة العازلة. هدد قرار مجلس الأمن الدولي رقم 1640 الصادر في نوفمبر / تشرين الثاني 2005 بفرض عقوبات على كلا الطرفين إذا لم يكن هناك قرار.
في سبتمبر 2007، حذر مبعوث الأمم المتحدة الخاص إلى القرن الأفريقي، كجيل ماجني بونديفيك ، من احتمال استئناف الحرب بين إثيوبيا وإريتريا بسبب الصراع الحدودي. في نوفمبر، وافقت إريتريا على خط الحدود الذي رسمته لجنة الحدود الدولية، وهو ما رفضته إثيوبيا. في يناير 2008 مددت الأمم المتحدة تفويض قوات حفظ السلام على الحدود الإثيوبية الإريترية لمدة ستة أشهر، وطالب مجلس الأمن إريتريا برفع قيود الوقود المفروضة على قوات حفظ السلام التابعة للأمم المتحدة في منطقة الحدود بين إريتريا وإثيوبيا. ورفضت إريتريا قائلة إن القوات يجب أن تغادر الحدود في فبراير / شباط، بدأت الأمم المتحدة في سحب قوة حفظ السلام البالغ قوامها 1700 جندي بسبب نقص إمدادات الوقود في أعقاب القيود الحكومية الإريترية. في أبريل، حذر الأمين العام للأمم المتحدة بان كي مون من احتمال اندلاع حرب جديدة بين إثيوبيا وإريتريا إذا تم سحب مهمة حفظ السلام بالكامل، وحدد الخيارات لمستقبل بعثة الأمم المتحدة في البلدين. في مايو ، دعت إريتريا الأمم المتحدة إلى إنهاء مهمة حفظ السلام. 
وانتهت المهمة اعتبارًا من 31 يوليو 2008 بقرار من مجلس الأمن الدولي في 30 يوليو 2008. وكانت إريتريا قد طردت قوات حفظ السلام من المنطقة الحدودية بحلول فبراير / شباط 2008، ورفضت إثيوبيا قبول حكم ملزم لمحكمة العدل الدولية بشأن قضية الحدود. هناك مخاوف من أن هذا قد يشكل سابقة لإظهار أن أي بلد يمكن أن يطرد قوات حفظ السلام التابعة للأمم المتحدة. كما يخشى المحللون من اندلاع حرب جديدة بين إثيوبيا وإريتريا بسبب الخلاف الحدودي.  ومع ذلك، حاولت إريتريا تهدئة المخاوف من حرب جديدة. 

## الأركان والقوات
في 30 نوفمبر 2007، كان لدى البعثة ما مجموعه 1676 فردًا عسكريًا، بما في ذلك 1464 جنديًا و 212 مراقباً عسكريًا، يدعمهم 147 مدنيًا دوليًا و 202 مدنيًا محليًا و 67 متطوعًا من متطوعي الأمم المتحدة .
- الممثل الخاص للأمين العام ورئيس البعثة : عزوز النيفر ( تونس )
- قائد القوة : اللواء محمد تيسير مسعدة ( الأردن )

الدول المشاركة
أفريقيا
| - الجزائر - غامبيا - غانا | - كينيا - ناميبيا - نيجيريا - جنوب أفريقيا | - تنزانيا - تونس - زامبيا |

الأمريكتان
| - كندا - بوليفيا - البرازيل | - غواتيمالا - باراغواي - بيرو | - الولايات المتحدة - الأوروغواي |

آسيا
| - بنغلاديش - الصين - الهند | - الأردن - قيرغيزستان - ماليزيا | - نيبال - باكستان - الفلبين - سريلانكا |

أوروبا
| - النمسا - البوسنة والهرسك - بلغاريا - كرواتيا - جمهورية التشيك - سلوفاكيا - الدنمارك | - فنلندا - فرنسا - ألمانيا - اليونان - أيرلندا - إيطاليا - هولندا | - النرويج - بولندا - رومانيا - روسيا - إسبانيا - السويد - أوكرانيا |

## روابط خارجية
- صفحة بعثة UNMEE
- الصفحة الرئيسية للمهمة